# Мари Же Маршан-Арвие
Мари Же Маршан-Арвие (на френски: Marie Jay Marchand-Arvier) е френска състезателка по ски алпийски дисциплини, сребърна медалистка в супер-гигантския слалом на световното първенство през 2009 г. 

## Кариера
Маршан-Арвие е родена на 8 април 1985 г. в Лаксу, Франция. Дебютира за Световната купа на 14 януари 2004 г., участвайки в супер-гигантския слалом в Кортина д'Ампецо, Италия. На 20 януари 2007 г. постига първото си класиране сред първите десет в старт за Световната купа, печелейки третото място на спускането в Кортина д'Ампецо. Към 2 февруари 2015 г. има общо пет класирания сред първите три за Световната купа – две втори (спускане и супер-Г) и три трети места (спускане). 
Маршан-Арвие участва в световните първенства по ски алпийски дисциплини в 
- Оре, Швеция, 2007 г.
- Вал д'Изер, Франция, 2009 г.
- Гармиш-Партенкирхен, Германия, 2011 г.
- Шладминг, Австрия, 2013 г.

Представя се най-успешно през 2009 г. във Вал д'Изер, където печели сребърен медал в супер-гигантския слалом и завършва пета в суперкомбинацията и шеста в спускането. 
Маршан-Арвие участва и в състезанията по алпийски ски на олимпийските игри в 
- Торино, Италия, 2006 г.
- Ванкувър, Канада, 2010 г.
- Сочи, Русия, 2014 г.

Най-успешното ѝ представяне е във Ванкувър през 2010 г., където завършва седма в спускането и десета в суперкомбинацията. 